# Ivantja
Ivantja (bulgariska: Иванча) är ett distrikt i Bulgarien.   Det ligger i kommunen Obsjtina Polski Trămbesj och regionen Veliko Tărnovo, i den centrala delen av landet, 190 km öster om huvudstaden Sofia.